# Basij
Basij (também Bassij ou Baseej; em persa: بسيج, literalmente "Mobilização"), também Basij-e Mostaz'afin, ("Mobilização dos Oprimidos")", oficialmente, Nirouye Moqavemate Basij ("Força de Resistência Basij") é uma milícia paramilitar voluntária fundada por ordem de Ayatollah Khomeini em novembro de 1979. Os Basij são (ao menos em teoria) subordinados a, e recebem suas ordens de, Guardas Revolucionários Iranianos e o Líder Supremo Ayatollah Khamenei. No entanto eles também foram descritos como "um grupo aliado dissoluto de organizações" incluindo "muitos grupos controlados por cléricos locais."
Ayatollah Khamenei descreve os Basij como  "a maior esperança da nação Iraniana" e "uma árvore imaculada".
Consistindo iranianos jovens que se voluntariam para unirem-se a esta milícia, geralmente em troca de benefícios oficiais, os Basij são mais percebidos pela sua lealdade ao líder supremo Khamenei.  Mas atualmente os Basij servem como uma força auxiliar, engajada em atividades como segurança interna além de aplicar leis, dar serviço social, organizar cerimônias públicas e religiosas, e mais otimamente policiando a moral e suprimindo reuniões dissidentes. Possuem uma organização local em quase toda cidade iraniana.
Desde outubro de 2009, Mohammad Reza Naqdi é o comandante Basij, substituindo Hossein Taeb  A milícia muito presente e reativa contra os protestos que ocorreram imediatamente após a eleição presidencial no irã em 2009 e nos meses que se seguiram.

## Historia

### Origens
O líder revolucionários Ayatollah Ruhollah Khomeini emitiu um decreto fundando os Basij como "uma grande milícia de pessoas", em novembro de 1979. Ele é reportado afirmando que "um país com 20 milhões de jovens deve ter 20 milhões de fuzileiros ou um exército com 20 milhões de soldados; tal país nunca será destruído." At least originally the Basij was open to those below the age of 18 and above the age of 45, and all women.
Durante a Guerra Irã-Iraque dezenas de milhares de jovens Basij foram mortos no campo de batalha. Acreditando ser mártires sagrados e cantando canções sobre a Batalha de Carbala, na qual imame Huceine morreu a morte heroica, os basij limparam campos minados como "ondas humanas" para que os soldados maduros e experientes pudessem avançar sobre o inimigo.  Os Basij reportadamente marcharam batalha adentro marcando sua esperada chegada ao paraíso usando "chaves do paraíso" feitas de plástico ao redor de seus pescoços.  Reporta-se que próximo a 1984 o governo iraniano distribuiu ‘Chaves do Paraíso‘ douradas de plástico para os soldados; lhes foi dito que tais chaves ‘abririam os portões do Paraíso‘ onde  72 ‘houri’ (virgens celestiais) esperavam os mártires de campo de batalha. [Alguns contra-argumentam que os soldados na verdade receberam placas de identificação, e/ou cartões de identificação plásticos, junto com uma cópia de um livro de orações Shaykh Abbas Qomi (d. 1959), denominado ‘Mafatih ul-Jenan’ ou “Chaves para o Paraíso”. E que isto permitiu a má representação de que os soldados receberam ‘Chaves para o Paraíso‘ verdadeiras — um conceito que poderia evocar ridicularizações da mídia Ocidental contra Khomeini (cite: “Khomeini’s Search for Perfection: Theory and Reality” by Baqer Moin in Pioneers of Islamic Revival, 2005 ed. by Ali Rahnema, p. 68.). Embora alegue-se que 500.000 destas chaves foram encomendadas de Taiwan, e foram encontradas por soldados Iraquianos nos pulsos cerrados de Iranianos, nenhuma fotografia delas foi encontrada.]
A tática de ondas humanas foi implementada da seguinte maneira: As crianças e jovens adolescentes escassamente armados tinham que se mover continuamente avante em setas perfeitamente retas. Não importava se eles sentiam-se como forragens de canhão para fogo inimigo ou se detonavam as minas com seus corpos. O importante era que os Basij continuavam a se mover para frente sobre os destroços rasgados e mutilados de seus camaradas caídos, indo para a morte onda após onda. “Eles vêm em direção às nossas posições em imensas hordas com seus punhos balançando,” um oficial Iraquiano reclamou no verão de 1982. “Você pode abater a primeira onda e depois a segunda. Mas em algum ponto os corpos estão empilhados na sua frente, e tudo que você quer é gritar e atirar sua arma longe. Afinal de contas estes são seres humanos.”
Na primavera de 1983 os Basij tinham treinado mais de 2,4 milhões de Iranianos no uso de armas e enviaram 450.000 ao fronte.

### Deveres após o fim da guerra
Depois da guerra, os Basij foram reorganizados e se tornaram gradualmente um dos "principais garantidores de segurança doméstica" do regime islâmico.  Por 1988, o número de pontos de inspeção Basij diminuíram dramaticamente, mas eles ainda estava ativos no monitoramento das atividades pessoais dos indivíduos. Eles obrigam hijab, prendem mulheres por violar o código de vestimenta, prendem jovens por participar de festas de gênero misto ou por estar em público com membros do sexo oposto sem parentesco primário, seized 'indecent' material and satellite dish antennae.
Em 1988 organizações universitárias Basij foram estabelecidas nos campi universitários para combater a "Ocidentalização" e as manifestações estudantis contrárias ao regime. Em uma entrevista com o Khabar Online em 02 de outubro de 2010, o comandante da força IRGC, respondendo a uma pergunta sobre as manifestações de 2009, se na ocasião "as forças responsáveis por manter a segurança responderam inadequadamente ou de forma que a imagem dos Basij fosse manchada ou mal representada?". A resposta do comandante demonstra a sua visão do papel das forças para o regime: "Para que precisamos dos Basik? Nós precisamos dos Basij pela sua própria causa ou pela causa da revolução? Nós não precisamos que os Basij permaneçam inativos quando o regime está sob ataque".
A milícia Basij também age como um serviço de administração de desastres, sendo mobilizada no caso de terremoto ou outro desastre natural ou provocado por humanos. Pode complementar a aplicação da lei ao instalar pontos de inspeção de ruas em áreas urbanas, para interceptar materiais proibidos, e potenciais revoltas.
É tido que os batalhões Ashura foram criados em 1993, depois que manifestações contrárias ao regime eclodiram em várias cidades iranianas. As Brigadas Islâmicas foram feitas de ambas Guardas Revolucionárias e Basij, e por 1998 contavam 17.000.

### Restabelecimento
Segundo o New York Times, depois das celebrações espontâneas após a conquista do Irã de uma vaga no Campeonato Mundial de futebol em 1998, e os  manifestações estudantis em julho de 1999, o governo islâmico pressentiu que havia perdido o controle das ruas, e "reinventou" a milícia Basij para corrigir este empecilho.  Oferecendo uma linha do tempo um pouco diferente, GlobalSecurity.org reporta que isto ocorreu durante a administração do Mahmud Ahmadinejad (eleito em 2005), que a milícia pareceu "estar recriando algum tipo de estabelecimento."
No final de setembro de 2005, os Basij enceram uma séria de exercícios de defesa urbana pelo país. Seu primeiro comandante anunciou a criação de 2.000 "batalhões Ashura" dentro da Basij, que terão como responsabilidade "controlar manifestações". Alguns especularam que a reinstalação da milícia Basij estava ligada "com preparações para uma possível inquietação civil."
O governo iraniano traçou inúmeros planos diferentes para manter a milícia Basij ativa. Nos quais está presente a ênfase em ideias como Basij de Desenvolvimento (Basij-e-Sazandegi).
A agência de notícias Fars reportou: "Dentre as tarefas mais importantes dos Basij está impulsionar a segurança sem fim, fortalecer o desenvolvimento da infraestrutura, equipar bases, [e] aumentar o emprego," Hejazi acrescentou: Ele descreveu a proibição de vício e a promoção da virtude na sociedade como a "política divina" da milícia Basij.
Junto com a polícia de manifestações iranianas e o Ansar-e-Hezbollah, a milícia Basij foi ativa nos anos recentes em suprimir demonstrações de estudantes no Irã. A milícia Basij às vezes é diferenciada da Ansar como sendo mais "disciplinada" e não espancando tanto, não sendo tão apressada para espancar manifestantes. Outras fontes descrevem o Ansar-e-Hezbollah como parte do "vago grupo de organizações aliadas" que forma os Basij.
Alguns acreditam que a mudança de foco dos Basij de sua missão original de defender o Irã na guerra Irã-Iraque para seu interesse atual pela segurança interna levou a uma perda de prestígio e moral. De acordo com um "analista amadurecido" sem nome, citado pelo csmonitor.com, "Você define você mesmo pelos seus inimigos, e estes eram os super-poderes naquela época. ... Mas agora eles estão lutando contra pessoas jovens que colocam gel em seus penteados. Este é o inimigo. Então isto é humilhante, e de modo algum melhora a auto-estima deles."

### Protestos da eleição de 2009
Mir Hussein Moussavi, candidato presidencial da oposição em 2009, "condenou a violência praticada pelos Basij" durante protestos seguindo a eleição disputada, repreendendo os ataques da milícia basij aos manifestantes "com mangueiras, barras de ferro, bastões e às vezes com armas de fogo," `pouco antes da polícia aparecer.`   As táticas usadas pelos Basij contra manifestantes nas eleições foram descritas envolvendo a escolha de "alvos nas bordas das multidões, perseguindo os vulneráveis e os retardários desatentos," atacando "disfarçadamente... atacando manifestantes enquanto eles voltam para suas casas em ruas escuras à noite," e também carregando "canivetes ou navalhas para usar contra manifestantes pelas suas costas."
Seguindos os protestos, Hojjatoleslam Hossein Taeb, comandante da milícia, "advertiu" os iranianos que os EUA estavam "contratando agentes e mercenários em um esforço de continuar suas conspirações para uma derrubada suave da República Islâmica," segundo a agência de notícias iraniana Fars. Taeb também afirmou que as manifestações contrárias ao regime "mataram oito membros Basij e machucaram outros trezentos."

## Organização

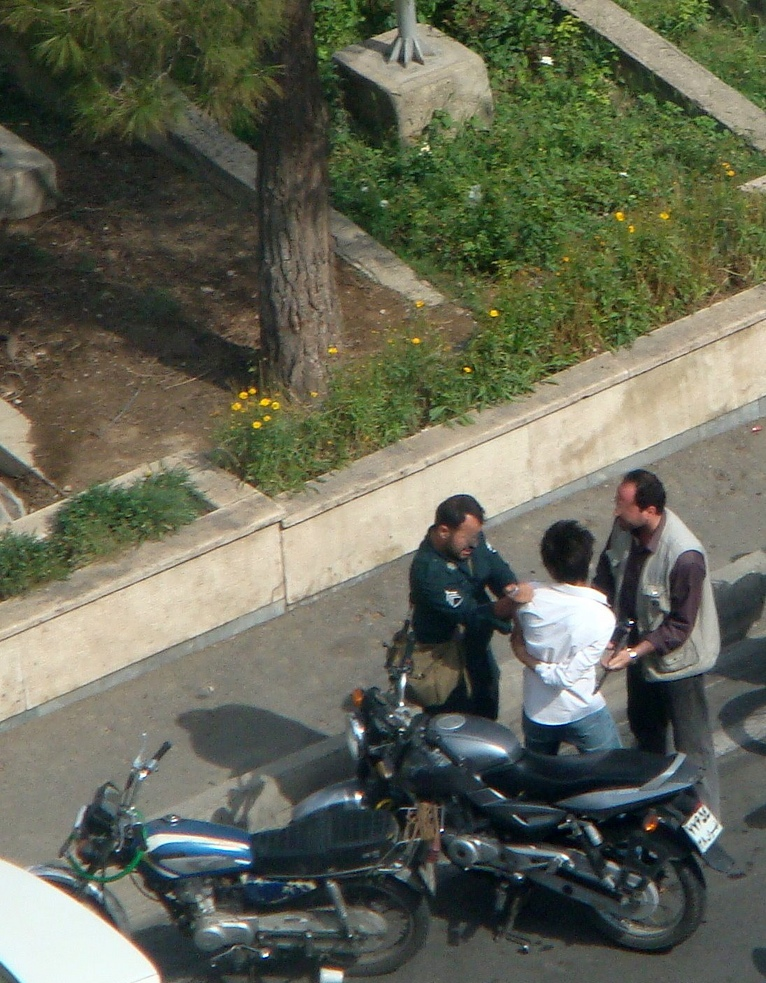
Um policial (E) e um Basiji (D) prendendo um jovem iraniano em frente ao parlamento iraniano, 2009-06-24

A milícia Basij é composta por uma rede de trabalho quase decentralizada, com ramais em praticamente todas as mesquitas iranianas.
Estas mesquitas têm salas marcadas Paygah-e-Basij ou base Basij, "que servem como um tipo de clube islâmico, no qual estudantes leem o corão, organizam times esportivos e planejam viagens de campo."
Subgrupos da milícia Basij incluem a Basij Universitária, Basij Estudante, e os antigos grupos tribais incorporados à milícia Basij (conhecida também como Basij Tribal). Na Basij Estudante, membros do ensino fundamental são chamados Pretendentes (Puyandegan), e do ensino médio são chamados a Vanguarda (Pishgaman).
O comandante atual da milícia Basij é Mohammad Reza Naqdi, que substituiu Hossein Taeb em outubro de 2009. Hossein Taeb foi nomeado comandante dos Basij em 14 de julho de 2008.
O primeiro comandante inicial, general Mirahmadi foi empossado formalmente em 04 de setembro de 2005. O comandante de Tehran é Seyyed Mohammad Haj Aqamir. O primeiro comandante de Tehran, general Ahmad Zolqadr, foi empossado formalmente em 05 de setembro de 2005; o novo comandante Basij em Tabrizi, general de brigada Mohammad Yusef Shakeri, em 29 de setembro de 2005.
Segundo a rádio Free Europe, a "espinha-dorsal" dos Basij compreende 2.500 batalhões Al-Zahra (membros femininos) e batalhões Ashura (membros masculinos), cada um com 300–350 integrantes. O IRGC pretende armar 30 porcento destes batalhões com armamento semi-pesado e pesado. No entanto, todos os membros dos batalhões são treinados para usar armamento leve e rifles. Além disso, desde 2007 os Basij estabeleceram "30.000 células novas de combate, cada uma com 15-20 membros fortes, chamadas Carbala e Zolfaqar". As células "cooperam intimamente" ou em situações de controle são "controladas pelo" Exército dos Guardiães da Revolução Islâmica, também chamados Guarda Revolucionária Iraniana ou EGRI.

## Número de integrantes
Segundo GlobalSecurity.org, "a dimensão exato dos Basij é uma questão em aberto." Enquanto alguns oficiais iranianos "citam frequentemente uma figura de 20 milhões", este número parece se basear no decreto do Ayatollah Khomeini em novembro de 1979, indicando qual deve ser a dimensão de uma milícia popular.
Segundo IRNA, a agência de notícias administrada pelo estado iraniano, a milícia possuía 12,5 milhões de integrantes em 2007, dos quais 5 milhões eram do sexo feminino. Comandantes Basij ofereceram números de 11 milhões e 13,6 milhões. (An earlier 1985 IRNA report put the number at 3 million.) Muitos iranianos ligam-se aos Basij só para obter benefícios ligados, para conseguir admissão em universidades ou como um meio de ser promovido em empregos do governo.

## Perfil dos integrantes e seus benefícios
Segundo uma reportagem de 2006 da Globalsecurity.org, a ligação com os Basij compreende "principalmente meninos, homens idosos, e aqueles que concluíram recentemente o serviço militar," enquanto em 2009 o New York Times os descreve como "variando em idade do ensino médio até 30 anos de idade."
Benefícios expostos para membros Basij incluem: dispensa de prestar de serviços militares compulsórios por 21 meses exigidos para os iranianos homens, vagas reservadas em universidades, e um pequeno soldo. Integrantes Basij também possuem privilégios na obtenção de cargos no governo, especialmente cargos ligados à segurança em de instituições controladas pelo regime.
Em eleições passadas os integrantes da milícia votaram para ambos radicais e reformistas. Ahmadinejad recebe apoio significante dos integrantes da milícia, muitos dos quais se beneficiam de suas políticas.
Como Basij é uma organização paramilitar, a maioria dos Basiji não recebe permissão para portar armas de fogo, exceto quando especialmente requerido. Isto significa que cera de 25% dos Basij portam armas de fogo, incluindo AK-47. No entanto, não há regra especificando que eles não podem portar qualquer outro tipo de armamento, como armas menores e menos vistas, uma questão que trouxe à tona muita polêmica.

## Disputa de direitos humanos
- Os Basij foram criticados por pertencer às forças paramilitares usando crianças soldado devido a suas práticas de recrutamento de menores, e por depender basicamente de ataques com "ondas humanas" durante a Guerra Irã-Iraque, particularmente nas redondezas de Baçorá.[23][31]
- Segundo a UNHCR "dezenas de milhares de Basijis receberam ordens de percorrer em torno de cada fábrica, escritório e escola para assegurar que todos eram fiéis ao código islâmico. [...] Após as manifestações no verão de 1999, as unidades Basij foram restabelecidas, rearmadas e enviadas para as ruas para ajudar a obrigação da lei islâmica. Os Basijis estão declaradamente sob o controle das mesquitas locais. Também é comunicado que os Basijis armam pontos de inspeção ao redor das cidades, parando carros para sentir o hálito de todos os seus ocupantes procurando traços de álcool, além de examinar se as mulheres estão usando maquiagem ou viajando com homens que não são parentes de primeiro grau ou seu marido. Relata-se que a Lei de Apoio Judicial para os Basijis, publicada no Jornal Oficial Nº 13946 de 8.10.1371 (dezembro de 1992), não fornecia correção contra detenções arbritárias pelos Basijis." O representante permanente do Irã nas N.U. negou responsabilidade.[32]
- Amnesty International reivindicam que "investigações conduzidas pelo Parliament and the National Security Council indiucaram que ações pelos oficiais da Guarda Revolucionária e forças Basij (Mobilização), dentre outras, condensaram a inquietação e os feridos seguindo as demonstrações estudantis de julho de 1999".[33]
- Human Rights Watch informou que os Basij pertencem a "instituições Paralelas" (nahad-e movazi), "órgãos de repressão quase-oficiais que se tornam cada vez mais abertos em esmagar protestos estudantis, deter manifestantes, escritores, e jornalistas em cativeiros secretos, além de ameaçar oradores pró-democracia e audiências em eventos públicos." Sob o controle do Escritório do Líder Supremo, estes grupos armam pontos de verificação arbitrários ao redor de Tehran, a polícia desinformada geralmente evita controlar diretamente estes agentes à paisana. "Encarceramento ilegal, que encontram-se fora da fiscalização do Escritório Nacional de Prisões, são locais onde prisioneiros políticos são estuprados, intimidados, e torturados com impunidade."[34]
- Em 13 de novembro de 2006, Tohid Ghaffarzadeh, um estudante na universidade de Sabzevar foi assassinado por um integrante Basij na universidade enquanto ele, Ghaffarzadeh, estava conversando com a sua namorada. O assassino aproximou-se de Ghaffarzadeh e o esfaqueou com uma faca, explicando que o que ele fez foi de acordo com suas crenças religiosas.[35]
- Em 15 de julho de 2009, relatos ligam a milícia Basij aos assassinatos de civis na Praça Azadi, em Tehran, durante os Protestos eleitorais no Irã em 2009.[36][37] Agências de notícia reportaram 7 mortos e mais de 50 feridos.[38]
- [39] Em 20 de junho de 2009 um pistoleiro Basij baleou e matou uma jovem observando uma demonstração com o seu pai. Eles estavam observando da Av. Karekar, na esquina da R. Khosravi com a R. Salehi que fica aproximadamente a 1 quilômetro da demonstração verdadeira.
- Em 27 de julho de 2009, Human Rights Watch contou que os Basij estavam fazendo batidas súbitas nas casas no meio da noite, destruindo propriedade, espancando pessoas, e confiscando antenas de satélite. Eles diziam que as batidas eram para reprimir dizeres contra o regime e para impedir as pessoas de assistirem noticiários estrangeiros.[40]
- Durante o mesmo período, vários integrantes dos Basij foram filmados invadindo casas e atirando no meio de multidões.[41][42][43][44][45][46][47][48]
- Durante as manifestações da eleição de 2009, o IRG e os Basij também atacaram Universidades e dormitórios de estudantes durante a noite,[49] e destruíram propriedade.[50][51]